# Azer Zeynalov
 (mai 2021).
La mise en forme du texte ne suit pas les recommandations de Wikipédia : il faut le « wikifier ».
Les points d'amélioration suivants sont les cas les plus fréquents :
- Les titres sont pré-formatés par le logiciel. Ils ne sont ni en capitales, ni en gras.
- Le texte ne doit pas être écrit en capitales (les noms de famille non plus), ni en gras, ni en italique, ni en « petit »…
- Le gras n'est utilisé que pour surligner le titre de l'article dans l'introduction, une seule fois.
- L'italique est rarement utilisé : mots en langue étrangère, titres d'œuvres, noms de bateaux, etc.
- Les citations ne sont pas en italique mais en corps de texte normal. Elles sont entourées par des guillemets français : « et ».
- Les listes à puces sont à éviter, des paragraphes rédigés étant largement préférés. Les tableaux sont à réserver à la présentation de données structurées (résultats, etc.).
- Les appels de note de bas de page (petits chiffres en exposant, introduits par l'outil «  Source ») sont à placer entre la fin de phrase et le point final[comme ça].
- Les liens internes (vers d'autres articles de Wikipédia) sont à choisir avec parcimonie. Créez des liens vers des articles approfondissant le sujet. Les termes génériques sans rapport avec le sujet sont à éviter, ainsi que les répétitions de liens vers un même terme.
- Les liens externes sont à placer uniquement dans une section « Liens externes », à la fin de l'article. Ces liens sont à choisir avec parcimonie suivant les règles définies. Si un lien sert de source à l'article, son insertion dans le texte est à faire par les notes de bas de page.
- La présentation des références doit suivre les conventions bibliographiques. Il est recommandé d'utiliser les modèles {{Ouvrage}}, {{Chapitre}}, {{Article}}, {{Lien web}} et/ou {{Bibliographie}}. Le mode d'édition visuel peut mettre en forme automatiquement les références.
- Insérer une infobox (cadre d'informations à droite) n'est pas obligatoire pour parachever la mise en page.

Pour une aide détaillée, merci de consulter Aide:Wikification.
Si vous pensez que ces points ont été résolus, vous pouvez retirer ce bandeau et améliorer la mise en forme d'un autre article.
Pour les articles homonymes, voir Zeynalov.
Azer Zeynalov (en azéri: Azər Zeynalabdin oğlu Zeynalov, né le 13 décembre 1964 à Nakhtchivan) est un chanteur d'opéra azerbaïdjanais, artiste du peuple d'Azerbaïdjan et du Daghestan, professeur.

## Biographie
Vivant à Bakou depuis 1969, Azer Zeynalov allait à l'école secondaire et à la classe de piano de l'école de musique n ° 12 en 1972. En 1982, il entre à la faculté de direction de théâtre de l'Université d'État de la Culture et des Arts d'Azerbaïdjan et en 1989 il obtient son diplôme. Il sert dans l'armée pendant 2 ans. En 1990, son amour de la musique l'amène au Théâtre de la chanson du nom de Rashid Behbudov, et il fait ses premiers pas sur la scène de ce théâtre en tant que chanteur. Il travaille également dans l'ensemble “Djangui” de Rafig Babayev et est élu lauréat du concours de chanson “Terre de feu Baku-90”. En 1992, il entre au département de chant de l'Académie de musique de Bakou pour recevoir une deuxième éducation.
En 1994, il passe un examen d'entrée en Italie et est admis au département de chant du Conservatoire d'État italien du nom d'Agostino Steffani (Castelfranco Veneto), où il  étudie le chant pendant 2 ans avec le professeur Alemanno Osvaldo, ancien élève et assistant du grand chanteur italien Mario del Monaco. Depuis 1996, il est soliste du Théâtre académique d'opéra et de ballet de l'Azerbaïdjan. Azer Zeynalov, qui a une voix de ténor lyrique dramatique, est un acteur de premier plan dans les opéras classiques européens et azerbaïdjanais. Azer Zeynalov se produit non seulement en tant que chanteur d'opéra, mais aussi en chansons et romances, odes et oratorios des compositeurs azerbaïdjanais.

## Activité pédagogique
Azer Zeynalov enseigne à l'Université d'État de la Culture et des Arts d'Azerbaïdjan depuis 2001 en tant que chef du département “Vocal”, et depuis 2015 en tant que chef du département “Acteur de théâtre musical”. En 2015 également, il a été nommé à la tête du nouveau département  “Vocal National”  du Conservatoire national d'Azerbaïdjan comme volontaire, et au cours de l'année universitaire 2015-2016, il a été nommé chef du département des deux universités. À partir de l'année académique 2016-2017, il poursuit son activité pédagogique uniquement au Conservatoire National d'Azerbaïdjan, où il dirige le Département du Vocal National. Il est auteur du manuel “Performance vocale”.

## Rôles joués
Uzeyir Hadjibeyov Arshin mal alan: Asker (1997)
Giuseppe Verdi Traviata: Alfred (1998)
Fikret Amirov Sévil : Balash (1998)
Ruggero Leoncavallo Paillasse : Canio (2000)
Vasif Adiguezalov Natavan : Khasai Bek (2004)
Uzeyir Hadjibeyov Non, c'est ça : Meshadi Ibad (2006)
Giacomo Puccini Tosca : Cavaradossi (2009)
Giuseppe Verdi Othello : Othello (2014)